# 康帕涅莱瓦尔德雷克
康帕涅-莱瓦尔德雷克（法語：Campagne-lès-Wardrecques，法語發音：[kɑ̃paɲ lɛ waʁdʁɛk]，意为“瓦尔德雷克附近的康帕涅”）是法国上法蘭西大區加来海峡省的一个市镇，属于圣奥梅尔区。

## 地理
康帕涅-莱瓦尔德雷克（50°43'10"N, 2°20'0"E）面积4.69 平方千米，位于法国上法蘭西大區加来海峡省，该省份为法国北部沿海省份，西北濒北海，南至索姆省，东临北部省。
与康帕涅-莱瓦尔德雷克接壤的市镇（或旧市镇、城区）包括：勒内斯屈尔、瓦尔德雷克、阿尔克、布朗代克、厄兰盖姆。
康帕涅-莱瓦尔德雷克的时区为UTC+01:00、UTC+02:00（夏令时）。

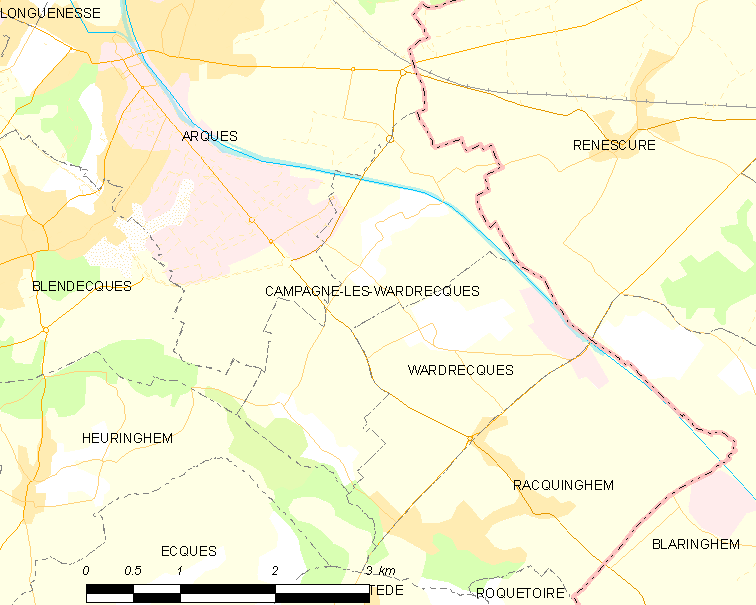
康帕涅-莱瓦尔德雷克的OSM定位图

## 行政
康帕涅-莱瓦尔德雷克的邮政编码为62120，INSEE市镇编码为62205。

## 政治
康帕涅-莱瓦尔德雷克所属的省级选区为隆格内斯县。

## 人口

1962-2008年间康帕涅-莱瓦尔德雷克人口变化图示

康帕涅-莱瓦尔德雷克于2022年1月1日时的人口数量为1300人。